# Alexander Nikolayevich Afanasyev
Aleksandr Nikoláyevich Afanásiev (em russo: Александр Николаевич Афанасьев) (Voronej, 11 de julho de 1826 – Moscou, 23 de outubro de 1871) foi o maior folclorista russo de sua época e o primeiro a recolher e editar contos de tradição eslava que haviam sido perdidos, no decorrer dos séculos.

## Contexto histórico
Afanásiev realizou um duro trabalho de recompilação, uma vez que os contos eslavos, assim como os celtas irlandeses, não estavam, até então, escritos; sendo exclusivamente de tradição oral. A situação de perda das tradições eslavas foi agravada pelas reformas do czar Pedro, o Grande,  que abandonou as tradições eslavo-ortodoxas da Rússia, para introduzir um modo de vida europeu. Os boiardos foram substituídos pelos duques e marqueses e a língua russa se viu restringida às classes média-baixa e baixa da sociedade, passando a nobreza a usar a língua francesa.

## Biografía
Foi educado em Voronej e cursou Direito na Universidade de Moscou, onde descobriu a obra dos escritores: Konstantín Kavelin e Timoféi Granovski. Seu primeiro trabalho foi de professor de História Antiga, mas foi despedido por uma falsa acusação de Sergéi Uvárov, outro escritor da época. Passou, então, a dedicar-se ao jornalismo, escrevendo artigos sobre os principais escritores russos do século XIX,  como Nikolái Novikov, Denís Fonvizin e Antioj Kantemir. Em 1850, passa a se dedicar exclusivamente ao estudo do folclore da “Velha Rússia”, percorrendo províncias inteiras para obter de todas as partes do Principado de Moscou. Seus primeiros artigos causaram grande impressão na escola mitológica russa daquela época. Sua fonte principal foram os contos da “Sociedade Geográfica da Rússia” e algumas contribuições de Vladímir Dal. Afanassiev morreu tuberculoso e pobre, tendo sido obrigado a vender sua biblioteca. Suas obras foram publicadas devido a sua amizade com Aleksandr Ivanovitch Herzen. 